# Museo Liechtenstein

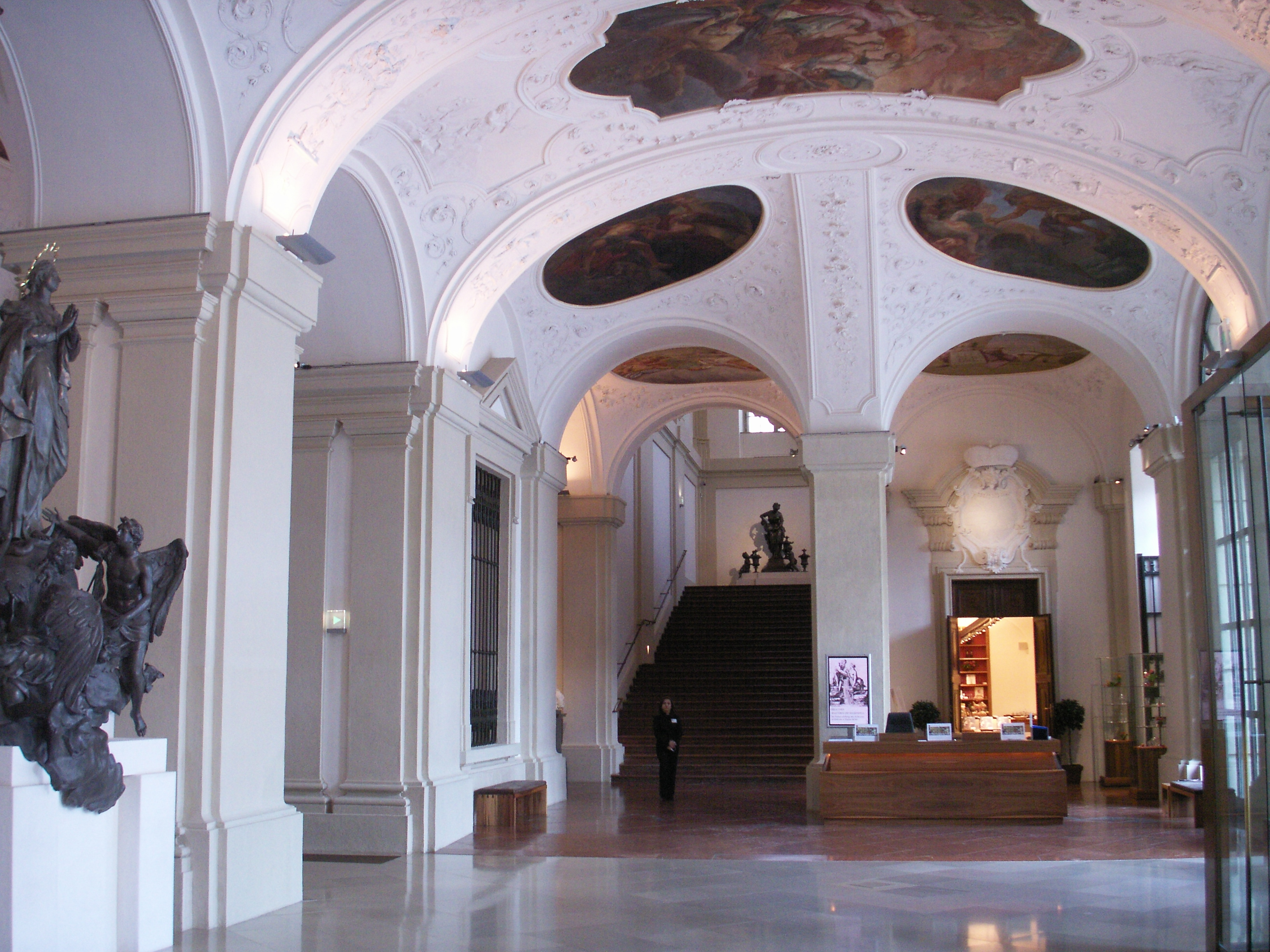
Palacio de Liechtenstein, interior.

El Museo Liechtenstein es un centro de arte y exposiciones temporales en Viena (Austria) que pertenece a la familia gobernante del vecino principado de Liechtenstein. Aunque los príncipes tienen por residencia oficial un castillo en Vaduz, decidieron restituir el grueso de su colección a Viena, en parte para facilitar el acceso del público y también para devolver el lustre perdido al palacio que poseen en dicha ciudad, y que resultó afectado en la II Guerra Mundial. Desgraciadamente, el insuficiente flujo de visitas abocó al museo al cierre en 2011, y ahora solo se abre para grupos mediante reserva.

## El palacio

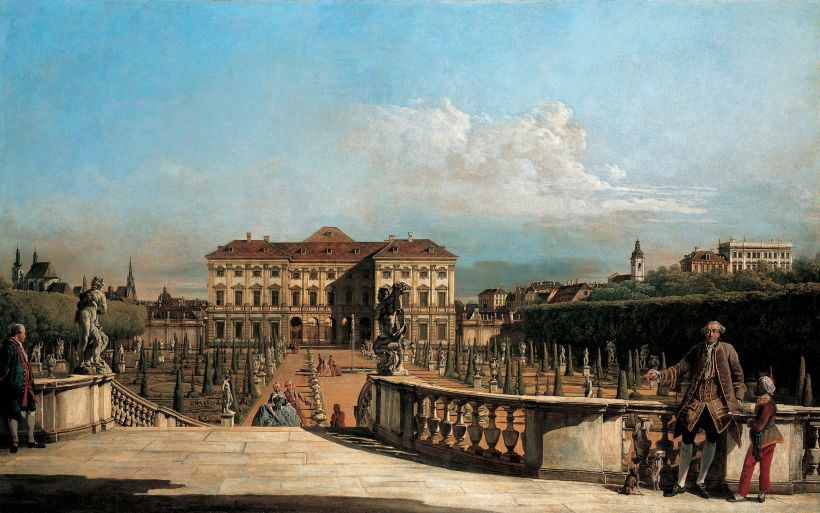
El palacio, poco después de su construcción, en un cuadro de Bernardo Bellotto conservado en el mismo museo.

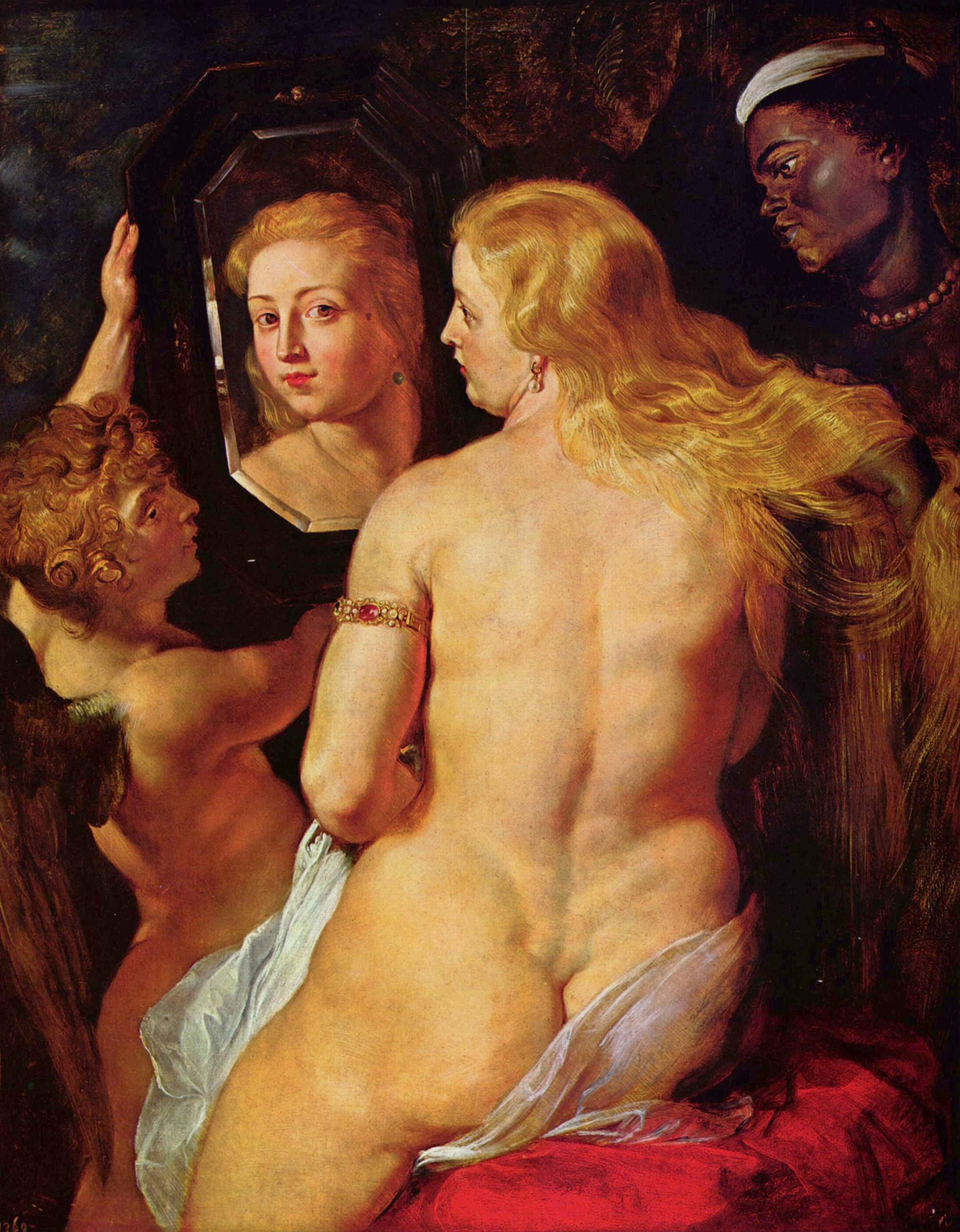
El famoso Tocador de Venus o Venus con sierva negra, de Rubens.

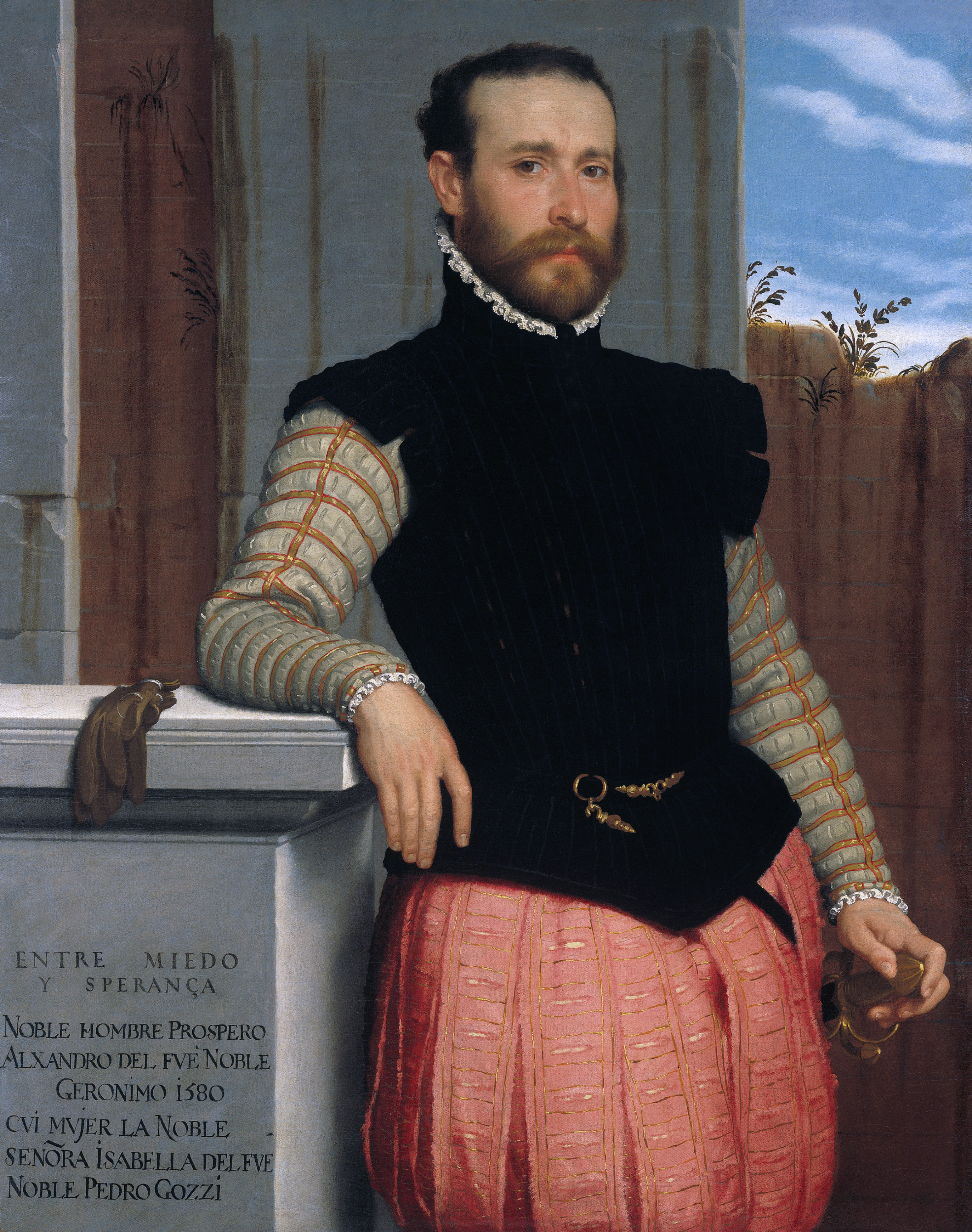
Retrato de Prospero Alessandri, pintado por Moroni.

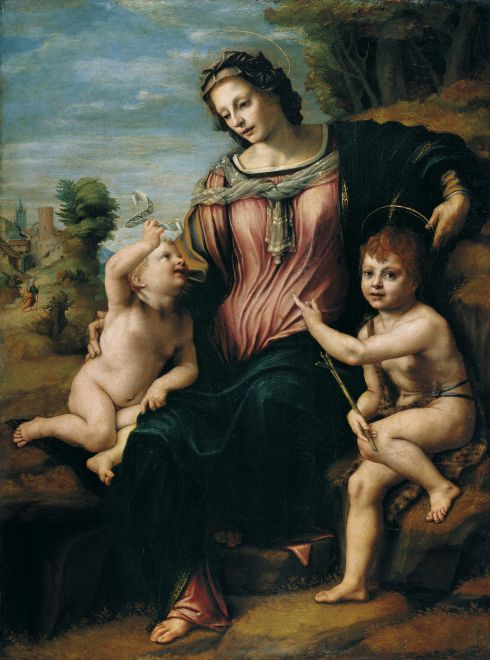
La Virgen con el Niño y san Juanito, de Franciabigio.

La sede del museo es el Gartenpalais («Palacio del Jardín»), también llamado «Palacio de Verano», en el actual noveno distrito vienés de Alsergrund. Fue edificado a principios del siglo XVIII por un antepasado de los actuales príncipes, Juan Adán Andrés de Liechtenstein, quien además se preocupó por decorarlo con pinturas, tanto murales al fresco como lienzos encargados a medida. Eligió en primer lugar al maestro italiano Marcantonio Franceschini; éste no quiso trasladarse a Viena para pintar los murales, pero sí pintó algunos lienzos de temas mitológicos que fueron enviados desde Italia. Para los murales se recurrió a un pintor austríaco, Johann Michael Rottmayr, aunque posteriormente se consiguió persuadir al italiano Andrea Pozzo para que acudiese a pintar el techo del llamado Salón de Hércules, que con sus 600 metros cuadrados es la sala más grande del barroco vienés.
El palacio del Garten se completó con fastuosos jardines, a los que debe su nombre actual. Bernardo Bellotto plasmó el conjunto en uno de sus típicos cuadros de paisajes, conservado en el museo.
Los príncipes poseen otro inmueble en Viena: el llamado «City Palace» (palacio urbano), igualmente accesible como museo, más centrado en los siglos XIX y XX tanto en su decoración como en contenido.

## Inicios del Museo
Los príncipes tenían otra residencia en Viena, en la zona de Herrengasse; fue demolida pero se pudo salvar el mobiliario neoclásico de una biblioteca, que se trasladó al actual museo.
El Gartenpalais cayó en declive durante la II Guerra Mundial ya que sus tesoros artísticos se llevaron por razones de seguridad a Vaduz. Su esplendor empezó a recuperarse en 2001, cuando se iniciaron las obras de reforma, actualmente casi concluidas. Se restauró la decoración pictórica de techos y paredes, y diversas salas se adaptaron como pinacoteca, abriéndose al público en 2004. Por pocos años, pues en 2011, debido al insuficiente flujo de visitas, el museo redujo su apertura a grupos mediante reserva.
Las colecciones principescas son amplísimas, e incluyen no sólo cuadros sino también abundantes esculturas en mármol y bronce, muebles, porcelanas, etc. El museo expone una generosa selección de ellas (si bien otra parte permanece en Vaduz) y dispone además de salas adicionales para exposiciones temporales.

## La colección de pinturas
Aunque las pinturas se exhiben formando grupos temáticos, y no ordenadas por países, se puede afirmar que ilustran de manera bastante completa los principales estilos entre el renacimiento y el neoclasicismo.
La pintura italiana acapara el protagonismo por la amplia lista de autores entre los siglos XV y XVIII. Arranca con Lorenzo Monaco, Marco Basaiti, Giovanni Baronzio y Vincenzo Catena, a los que siguen una escultura atribuida a Andrea Mantegna y un Retrato de hombre considerado obra juvenil de Rafael Sanzio (h. 1504). Los arropan ejemplos de Piero di Cosimo, Sebastiano Mainardi, Franciabigio, Bernardino Luini, Perin del Vaga, Giuseppe Arcimboldo, Paris Bordone, Moroni, Francesco Salviati, Garofalo... hasta autores del barroco y el rococó como Sebastiano Ricci, Francesco Solimena y Pompeo Batoni. Tristemente, el famoso Retrato de Ginebra de Benci de Leonardo da Vinci abandonó la colección en 1967, pues fue vendido por 5 millones de dólares (precio récord para la época) y se halla en la National Gallery de Washington. Se vendió igualmente a dicho museo La tañedora de laúd de Orazio Gentileschi.
A pesar de su cercanía geográfica, la escuela alemana tiene una presencia corta, si bien incluye obras de Lucas Cranach el Viejo, Barthel Beham y un curioso Autorretrato de Michael Ostendorfer.
Por el contrario, la pintura de los Países Bajos del siglo XVII cuenta con un fondo muy notable por amplitud y calidad: más de diez retratos de Van Dyck y posiblemente la mejor colección de pinturas de Rubens en manos privadas. Incluye: los ocho lienzos de la Historia de Publio Decio Mus, un retrato de su hija Clara Rubens, otro retrato doble de sus hijos Alberto y Nicolas, y cuadros de fama mundial como El rapto de Ganímedes, Sátiro y criada con cesto de frutas y la obra maestra Tocador de Venus (Venus con criada negra). La colección incluye también a Frans Snyders, pintor especializado en animales.
La pintura holandesa cuenta también con un repertorio de primera magnitud: Retrato de hombre de Frans Hals, el famoso Cupido haciendo pompas de jabón de Rembrandt , bodegones de Ambrosius Bosschaert, una escena cotidiana de Gerard Dou, La Adoración de los pastores del tenebrista Mathias Stomer y Paisaje con ruinas romanas (Tempus edax rerum) de Herman Posthumus. También hay un ejemplo de otro autor seguidor de Caravaggio, el francés Valentin de Boulogne.

### Últimas compras y ventas
Si bien en el pasado la familia se ha desprendido de obras importantes, como el citado retrato de Leonardo da Vinci y varios filósofos pintados por José de Ribera, en los últimos años ha emprendido compras para reforzar ciertas áreas de la colección. 
El cuadro de Rembrandt Cupido haciendo pompas de jabón se compró en subasta en 1995; había pertenecido a la familia Thyssen pero no se incluyó en el Museo Thyssen-Bornemisza porque lo había heredado una hermana del barón. También en fecha reciente se sumaron los retratos debidos a Moroni y Frans Hals (este último por 3 millones de dólares) así como un importante mueble con incrustaciones de 1726, elaborado en Florencia por encargo de un noble inglés: el llamado Cabinet Badmington. Pertenecía a la Colección Barbara Piasecka Johnson desde 1990, y los príncipes pagaron en subasta por él 19 millones de libras esterlinas, precio récord.
Otra adquisición reciente muy comentada (y lamentada en Gran Bretaña) ha sido el bajorrelieve en bronce La muerte del conde Ugolino y sus hijos , considerado original de Pierino da Vinci, un sobrino de Leonardo. Esta escultura se había conservado durante siglos en el palacio inglés Chatsworth House, propiedad de los duques de Devonshire, quienes por necesidades económicas decidieron venderla. El gobierno británico demoró la operación intentando que algún museo nacional pudiese hacer una contraoferta, pero al expirar el plazo legal, se vio obligado a autorizar la exportación en 2010.
En marzo de 2013, volvió a repetirse una pugna artística entre los príncipes de Liechtenstein y el gobierno británico: un importante retrato de Alonso Sánchez Coello, El infante don Diego de Austria (1577), abandonaba el Reino Unido rumbo al museo vienés, después de que las instituciones británicas no pudiesen igualar la oferta de compra formulada por los príncipes (5,1 millones de euros).
Otras compras efectuadas en los últimos años son: Vista de Venecia con el Palazzo Labbia de Canaletto, Leona tendida de Frans Snyders, Bodegón con manzanas de Osias Beert, la estatua en bronce El duque Ferdinando II de Médicis a caballo de Pietro Tacca y el grupo de mármol Eros y Anteros de Alessandro Algardi.
En paralelo, los príncipes suelen efectuar reventas para cribar su colección. Así, en enero de 2008, se anunció que la familia principesca iba a subastar un amplio conjunto de muebles y obras de arte, si bien no parecen proceder de la selección expuesta en Viena.